# Молден (Массачусетс)
Молден — город в округе Мидлсекс, штат Массачусетс. По переписи 2010 года в Молдене проживало 59 450 жителей.

## Известные люди из Молдена
- Джек Альбертсон, актёр
- Гэри Черон (Gary Cherone), певец
- Эрл Стэнли Гарднер, автор
- Норман Гринбаум, певец
- Эд Марки, политик
- Фрэнк Стелла, визуальный художник